# Belitsa (Rússia)
|  | Per a altres significats, vegeu «Belitsa». |

Belitsa (en rus: Белица) és un poble de l'óblast de Kursk, a Rússia, que el 2013 tenia 157 habitants. Pertany al districte rural de Belovski.